# Вой 5: Возрождение
«Вой 5: Возрождение» (англ. Howling 5: The Rebirth) — фильм режиссёра Нила Сандстрома. Экранизация произведения, автор которого — Гэри Брэнднер.

## Сюжет
Туристы приезжают в Венгрию, где посещают старинный готический замок, имеющий древнейшую историю. Именно в нём в XV веке произошло массовое самоубийство людей-оборотней, тем самым попытавшихся предотвратить распространение этой чумы по всему миру. И вот, спустя пять столетий, должно состояться повторное открытие замка. По неосторожности один из туристов воскрешает затаившегося в глубине его души с незапамятных времён оборотня, который начинает истреблять непрошеных гостей…

## В ролях
- Фил Дэвис — Граф Истван
- Элизабет Ши — Мэрилоу Саммерс
- Марк Сивертсен — Джонатан Лэйн
- Виктория Кэтлин — Доктор Кэтрин Пик
- Бен Коул — Дэвид Джиллеспи
- Уиллям Шокли — Ричард Гамильтон
- Стэфани Фолкнер — Гейл Камерон
- Мэри Ставин — Анна
- Клайв Тёрнер — Рэй Прайс
- Найджел Триффитт — Профессор
- Джилл Пирсон — Элианор
- Джозеф Мадарас — Питер
- Рената Шатлер — Сьюзан